# Trophée des champions 1986
Navigation
Bordeaux 1985 Brest 1995
Le Trophée des champions 1986 est la dix-neuvième édition du Trophée des champions (la deuxième sous cette appellation), épreuve qui oppose le champion de France au vainqueur de la Coupe de France. Disputée le 23 janvier 1987 dans la ville des Abymes, commune rattachée à Pointe-à-Pitre en Guadeloupe devant 12 000 spectateurs, la rencontre est remportée par les FC Girondins de Bordeaux contre le Paris Saint-Germain FC sur le score de 1-0 (0-0 à la mi-temps). L'arbitre de la rencontre est Alain Delmer.

## Participants
La rencontre oppose le FC Girondins de Bordeaux au Paris Saint-Germain FC. Les Parisiens se qualifient au titre de leur victoire en Championnat de France de football 1985-1986 et les Bordelais se qualifient pour le Trophée des champions grâce à leur victoire en Coupe de France de football 1985-1986.

## Rencontre
Zlatko Vujović inscrit un but pour Bordeaux à la 78e minute et permet à son club de remporter le trophée sur un score final de 1-0,.
| Entraîneur : |
| Aimé Jacquet |

| Entraîneur :    |
| Gérard Houiller |

| Entraîneur : |
| Aimé Jacquet |

| Entraîneur :    |
| Gérard Houiller |